# Ambasadorowie Stanów Zjednoczonych przy ONZ
Ambasador Stanów Zjednoczonych przy Organizacji Narodów Zjednoczonych (ang. United States Ambassador to the United Nations) (pełny tytuł: Permanent Representative of the United States of America to the United Nations, with the rank and status of Ambassador Extraordinary and Plenipotentiary, and Representative of the United States of America in the Security Council of the United Nations) jest przedstawicielem Stanów Zjednoczonych, reprezentującym je w ONZ oraz Radzie Bezpieczeństwa ONZ (każde państwo członkowskie jest reprezentowane przez stałego przedstawiciela, szefa stałego przedstawicielstwa; w przypadku państw zasiadających w Radzie Bezpieczeństwa przedstawiciel zasiada również w niej).
Ambasador USA ma rangę członka gabinetu, choć nie stoi na czele żadnego z departamentów (resortów) rządowych, więc nie jest objęty, jak ich szefowie (np. sekretarz stanu, skarbu, obrony czy rolnictwa) ustawą o sukcesji prezydenckiej (innymi członkami rządu USA bez teki są m.in. szef sztabu Białego Domu, rządowy reprezentant ds. handlu czy dyrektor polityki przeciwdziałania narkomanii).
Ambasador jest mianowany przez prezydenta i musi mieć aprobatę, jak inni członkowie rządu czy przedstawiciele zagraniczni, Senatu.
Były prezydent George H.W. Bush, który także zajmował stanowisko przedstawiciela przy ONZ, w tym czasie występował z poglądem, iż nie powinien mieć on rangi członka gabinetu, ale podlegać sekretarzowi stanu, czyli szefowi dyplomacji (od którego jest właściwie niezależny).

## Lista Ambasadorów USA przy ONZ
| Kadencja | Ambasador                           | Okres urzędowania | Sekretarz Generalny ONZ                      | Prezydent                       |
| -------- | ----------------------------------- | ----------------- | -------------------------------------------- | ------------------------------- |
| 1        | Edward Stettinius                   | 1945–1946         | Trygve Lie                                   | Harry S. Truman                 |
| –        | Herschel V. Johnson (tymczasowo)    | 1946–1947         | Trygve Lie                                   | Harry S. Truman                 |
| 2        | Warren R. Austin                    | 1947–1953         | Trygve Lie, Dag Hammarskjöld                 | Harry S. Truman                 |
| 3        | Henry Cabot Lodge                   | 1953–1960         | Dag Hammarskjöld                             | Dwight Eisenhower               |
| 4        | James J. Wadsworth                  | 1960–1961         | Dag Hammarskjöld                             | Dwight Eisenhower               |
| 5        | Adlai Ewing Stevenson II            | 1961–1965         | Dag Hammarskjöld, U Thant                    | John F. Kennedy, Lyndon Johnson |
| 6        | Arthur J. Goldberg                  | 1965–1968         | U Thant                                      | Lyndon Johnson                  |
| 7        | George W. Ball                      | 1968              | U Thant                                      | Lyndon Johnson                  |
| 8        | James Russell Wiggins               | 1968–1969         | U Thant                                      | Lyndon Johnson                  |
| 9        | Charles W. Yost                     | 1969–1971         | U Thant                                      | Richard Nixon                   |
| 10       | George H.W. Bush                    | 1971–1973         | U Thant, Kurt Waldheim                       | Richard Nixon                   |
| 11       | John A. Scali                       | 1973–1975         | Kurt Waldheim                                | Richard Nixon, Gerald Ford      |
| 12       | Daniel Patrick Moynihan             | 1975–1976         | Kurt Waldheim                                | Gerald Ford                     |
| 13       | William Scranton                    | 1976–1977         | Kurt Waldheim                                | Gerald Ford                     |
| 14       | Andrew Young                        | 1977–1979         | Kurt Waldheim                                | Jimmy Carter                    |
| 15       | Donald McHenry                      | 1979–1981         | Kurt Waldheim                                | Jimmy Carter                    |
| 16       | Jeane Kirkpatrick                   | 1981–1985         | Kurt Waldheim                                | Ronald Reagan                   |
| 17       | Vernon A. Walters                   | 1985–1989         | Kurt Waldheim, Javier Pérez de Cuéllar       | Ronald Reagan                   |
| 18       | Thomas R. Pickering                 | 1989–1992         | Javier Pérez de Cuéllar, Butrus Butrus Ghali | George H.W. Bush                |
| 19       | Edward J. Perkins                   | 1992–1993         | Butrus Butrus Ghali                          | George H.W. Bush                |
| 20       | Madeleine Albright                  | 1993–1997         | Butrus Butrus Ghali                          | Bill Clinton                    |
| 21       | Bill Richardson                     | 1997–1998         | Kofi Annan                                   | Bill Clinton                    |
| –        | Albert Peter Burleigh (tymczasowo)  | 1998–1999         | Kofi Annan                                   | Bill Clinton                    |
| 22       | Richard Holbrooke                   | 1999–2001         | Kofi Annan                                   | Bill Clinton                    |
| –        | James B. Cunningham (tymczasowo)    | 2001 (25)         | Kofi Annan                                   | George W. Bush                  |
| 23       | John Negroponte                     | 2001–2004         | Kofi Annan                                   | George W. Bush                  |
| 24       | John Danforth                       | 2004–2005         | Kofi Annan                                   | George W. Bush                  |
| –        | Anne W. Patterson (tymczasowo)      | 2005 (28)         | Kofi Annan                                   | George W. Bush                  |
| 25       | John Bolton                         | 2005–2006         | Kofi Annan                                   | George W. Bush                  |
| –        | Alejandro Daniel Wolff (tymczasowo) | 2006–2007         | Kofi Annan, Ban Ki-moon                      | George W. Bush                  |
| 26       | Zalmay Khalilzad                    | 2007–2009         | Ban Ki-moon                                  | George W. Bush                  |
| 27       | Susan Rice                          | 2009–2013         | Ban Ki-moon                                  | Barack Obama                    |
| –        | Rosemary DiCarlo (tymczasowo)       | 2013              | Ban Ki-moon                                  | Barack Obama                    |
| 28       | Samantha Power                      | 2013–2017         | Ban Ki-moon, António Guterres                | Barack Obama                    |
| –        | Michele J. Sison (tymczasowo)       | 2017              | António Guterres                             | Donald Trump                    |
| 29       | Nikki Haley                         | 2017–2018         | António Guterres                             | Donald Trump                    |
| –        | Jonathan Cohen (tymczasowo)         | 2019              | António Guterres                             | Donald Trump                    |
| 30       | Kelly Craft                         | 2019–2021         | António Guterres                             | Donald Trump                    |
| –        | Richard M. Mills Jr. (tymczasowo)   | 2021              | António Guterres                             | Joe Biden                       |
| 31       | Linda Thomas-Greenfield             | 2021–2025         | António Guterres                             | Joe Biden                       |
| –        | Dorothy Shea (tymczasowo)           | 2025–             | António Guterres                             | Donald Trump                    |